# 種星堂
種星堂（英語：StarzPeople），是香港一間模特兒公司，1997年由鄒世龍成立，2000年再創立子公司Starz Track，但於2016年被蕭定一成功收購，2017年又與華納唱片因違約問題而興訟。種星堂現時主要負責藝人及模特兒經紀業務，旗下著名藝人和模特兒包括周柏豪、鄭融、連詩雅、梁諾妍、黎紀君、袁澧林、鍾浠文等；連詩雅的唱片合約由星夢娛樂代理出品及發行。

## 旗下藝人
- 黎紀君
- Maggie Q
- 梁諾妍
- 連詩雅
- 鄭融（唱片合約為STARZ Music）
- 鍾浠文
- 周柏豪
- 鄧沅筠（Tina Tang）
- 任寶兒（Rachel Yam）
- 吳梓楓（Carson）
- 金美黎（Nicole Kam）

## 旗下模特兒
- 鍾嘉駿（Matthew Chung）
- 黃祖貽（Ingrid Wong）
- 金美黎（Nicole Kam）
- 鄧沅筠（Tina Tang）
- 任寶兒（Rachel Yam）
- 黃章蕎（Constance Wong）
- 鄭靄宜（Jasmine Cheng）
- 林愷庭（Leanne Lam）
- 徐蔚淇（Ficke Tsui）

## 前藝人及模特兒
- 邢慧敏
- 劉家聰
- 周麗淇
- 何綺雲
- 文詠珊
- 楊愛瑾
- 蔡嘉欣（參選香港小姐，現為無綫電視經理人合約藝員）
- 董敏莉
- 陳瀅 （轉簽無綫電視和邵氏經理人合約藝員）
- 袁澧林
- 徐正溪
- 劉日曦
- 朱洛賢
- 林婷
- 劉嘉琪
- 陳慧淇
- 張海彤
- 倪嘉雯
- 羅允芝
- 林莉
- 何欣晴
- 李思穎
- 林凱瀠
- 李浩
- 何映俞
- 陳詩欣
- 梁浩賢
- 陳穎妮
- 楊子儀
- 郭羲誼
- 余銘淇
- 彭慧君

## 外部連結
- 種星堂官方網站 （页面存档备份，存于）